# Bufoniceps laungwalaensis
Bufoniceps laungwalaensis là một loài thằn lằn trong họ Agamidae. Loài này được Sharma mô tả khoa học đầu tiên năm 1978.